# Улица Плещеева (Москва)
Улица Плеще́ева — улица на севере Москвы в районе Бибирево Северо-Восточного административного округа, между Бибиревской улицей и улицей Лескова. Названа в 1974 году в честь поэта и петрашевца Алексея Николаевича Плещеева (1825—1893).

## Расположение
Проходит с юго-запада на северо-восток параллельно пойме реки Чермянка. Начинается как продолжение Бибиревской улицы у станции метро «Бибирево», пересекает улицу Пришвина и заканчивается на улице Лескова напротив улицы Корнейчука.

## Транспорт

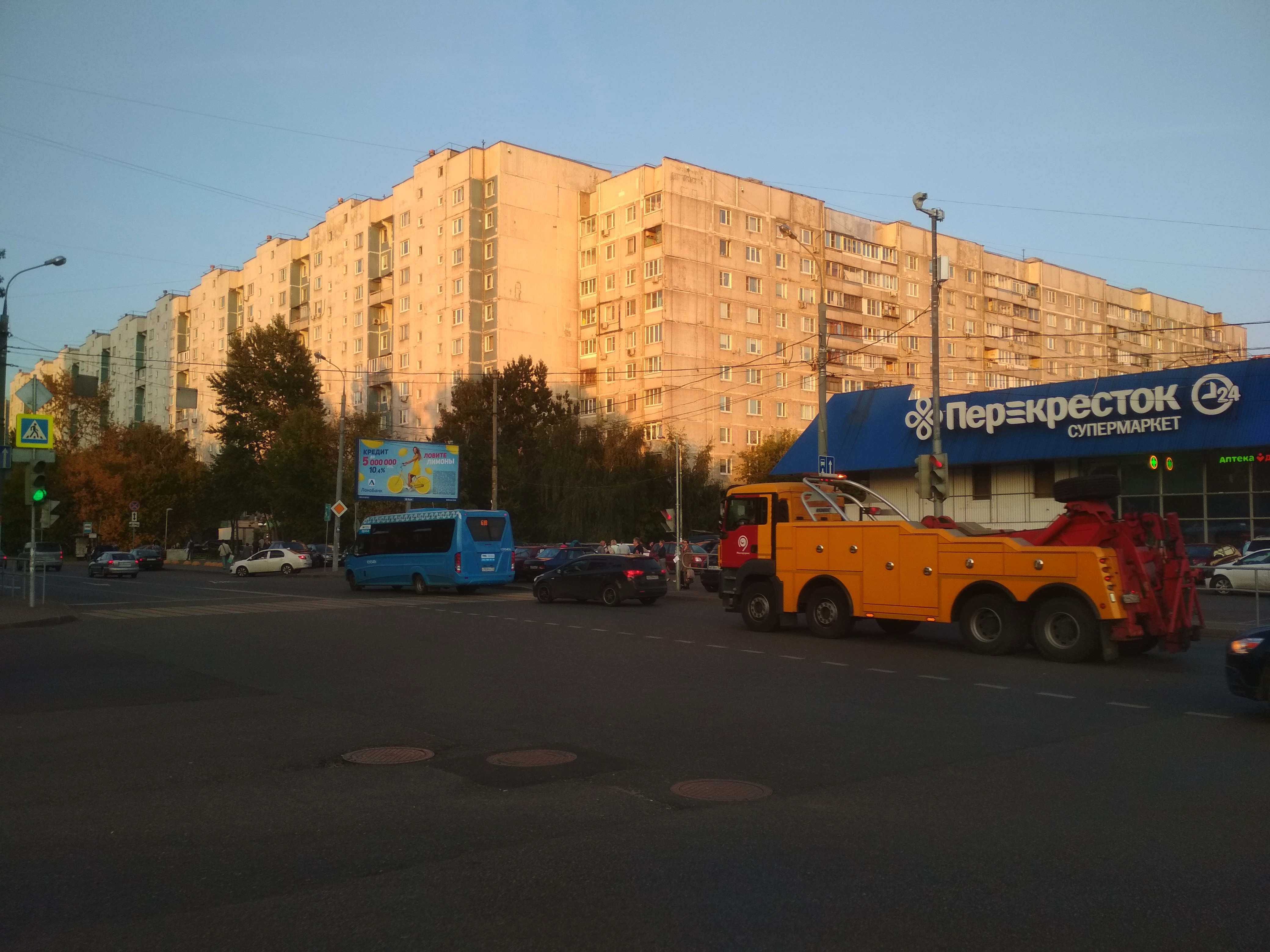
Начало улицы Плещеева. 2018 год

На улице с советского времени действовала противошёрстная выделенная полоса для общественного транспорта по направлению к станции метро «Бибирево», а для остального транспорта было организовано одностороннее движение в направлении от станции метро «Бибирево». В октябре 2024 года было открыто двустороннее движение по улице.

### Автобусы
- М57: Осташковская улица —  Медведково —  Бибирево —  Речной вокзал
- 290 Улица Корнейчука —  Бибирево
- 771 Абрамцевская улица —  Медведково — Северодвинская улица